# San Ramón (Uruguay)

Municipalité de San Ramón

San Ramón est une ville et une municipalité de l'Uruguay située dans le département de Canelones et qui se trouve sur le  Río Santa Lucía. Sa population est de 7 133 habitants.

## Histoire
La ville fut fondée en 1867.

## Population
Sa population est de 7 133 habitants environ (2011).
| Année | Population |
| ----- | ---------- |
| 1963  | 5 693      |
| 1975  | 6 594      |
| 1985  | 7 001      |
| 1996  | 6 828      |
| 2004  | 6 992      |
| 2011  | 7 133      |

Référence,.

## Gouvernement
Le maire (alcaldesa) de la ville est Beatríz Lamas (Parti national).

## Personnalités liées à la ville
- Juan Tinaglini (1998-), footballeur uruguayen.